# Nu tar vi sergeanten
Nu tar vi sergeanten (engelska: Carry On Sergeant) är en brittisk komedifilm från 1958 i regi av Gerald Thomas. Filmen är baserad på R.F. Delderfields pjäs The Bull Boys. Det är den första i en lång rad av Carry On-filmer.

## Handling
Filmen följer en grupp mer eller mindre motiverade värnpliktiga under deras grundutbildning.

## Rollista i urval
- William Hartnell - Sergeant Grimshawe
- Bob Monkhouse - Menige Charlie Sage
- Shirley Eaton - Mary Sage
- Eric Barker - Kapten Potts
- Bill Owen - Korpral Copping
- Kenneth Connor - Menige Horace Strong
- Charles Hawtrey - Menige Peter Golightly
- Kenneth Williams - Menige James Bailey
- Terence Longdon - Menige  Miles Heywood
- Gerald Campion - Menige  Andy Galloway
- Hattie Jacques - Kapten Clark
- Norman Rossington - Herbert Brown
- Dora Bryan - Nora